# استانداری چهارمحال و بختیاری
استانداری چهارمحال و بختیاری یک نهاد مرتبط سازمان امور اداری کشور و نماینده دولت جمهوری اسلامی ایران در استان چهارمحال و بختیاری است که در شهر شهرکرد واقع شده است.

## پیشینه
در سال ۱۳۱۶ بر اساس قانون تقسیمات کشوری، کشور ایران به ۱۰ استان تقسیم شد که چهارمحال و بختیاری تحت عنوان استان دهم قرار گرفت. چهارمحال و بختیاری تا پیش از سال ۱۳۳۲ خورشیدی در قالب شهرستان شهرکرد و بختیاری از شهرستان‌های استان اصفهان به‌شمار می‌آمد. در این سال، شهرستان شهرکرد از استان اصفهان جدا و به عنوان فرمانداری مستقل بختیاری و چهارمحال در تقسیمات سیاسی کشور قرار گرفت. با تغییر رویکردهای حکومت در سال ۱۳۳۷ شمسی فرمانداری مستقل بختیاری و چهارمحال به فرمانداری کل ارتقاء می‌یابد و در مصوبه۷ مهر ۱۳۵۲ هیئت وزیران، فرمانداری کل چهارمحال و بختیاری به استانداری چهارمحال و بختیاری ارتقاء یافت.

## مدیریت
استان چهارمحال و بختیاری دارای ۱۲ شهرستان و ۲۸ بخش است.

### فرمانداری‌ها
- فرمانداری شهرکرد
- فرمانداری بروجن
- فرمانداری اردل
- فرمانداری کیار
- فرمانداری فارسان
- فرمانداری لردگان
- فرمانداری سامان
- فرمانداری بن
- فرمانداری کوهرنگ
- فرمانداری خانمیرزا
- فرمانداری فلارد
- فرمانداری فرخشهر

### ساختار داخلی
- حوزه استاندار
  - دفتر استاندار
  - اداره‌کل حراست
  - هسته گزینش
  - اداره‌کل روابط عمومی
  - دفتر بانوان و خانواده
  - دفتر بازرسی، مدیریت عملکرد و امور حقوقی
  - بسیج ادارات
- معاونت سیاسی امنیتی و اجتماعی
  - دفتر معاونت سیاسی، امنیتی و اجتماعی
  - دفتر امور اجتماعی و فرهنگی
  - دفتر امور سیاسی و انتخابات
  - دفتر امور امنیتی انتظامی
  - اداره‌کل پدافند غیرعامل
- معاونت هماهنگی امور عمرانی
  - دفتر معاونت هماهنگی امور عمرانی
  - دفتر امور روستایی و شوراها
  - دفتر امور شهری و شوراها
  - دفتر فنی امور عمرانی و حمل‌ونقل و ترافیک
  - اداره‌کل مدیریت بحران
- معاونت هماهنگی امور اقتصادی
  - دفتر معاونت هماهنگی امور اقتصادی
  - اداره‌کل هماهنگی امور اقتصادی
  - دفتر هماهنگی امور سرمایه‌گذاری و اشتغال
- معاونت توسعه مدیریت و منابع
  - دفتر معاونت توسعه مدیریت و منابع
  - اداره‌کل امور اداری و مالی
  - دفتر برنامه‌ریزی نوسازی و تحول اداری
  - مدیریت فناوری اطلاعات و شبکه دولت[۳]

## بودجه
درآمد عمومی استان چهارمحال و بختیاری در سال ۱۳۹۹، ۲٬۴۱۷میلیارد تومان و هزینه‌های استانی ۲۵۴۴ میلیارد تومان بوده است. همچنین استان چهارمحال وبختیاری ۱٫۳ درصد بودجه کشور را به خود اختصاص داده است.